# Sofia Assefa
Sofia Assefa (en amárico, ሶፍአ አሠፋ; nacida el 14 de noviembre de 1987) es una corredora de larga distancia etíope que se especializa en la carrera de 3000 metros con obstáculos. Fue subcampeona olímpica en Londres 2012.

## Historial deportivo
En los Juegos Olímpicos de Londres 2012, Assefa terminó tercera en los 3000 metros obstáculos, consiguiendo de esta manera la medalla de bronce. La ganadora, la atleta rusa Yuliya Zaripova, fue descalificada el 24 de marzo de 2016 por el TAS acusada de dopaje. La IAAF anunció que las medallas serían redistribuidas en todas las competiciones bajo su control por lo que Assefa pasó del 3º puesto al 2º consiguiendo la medalla de plata.
En el Campeonato Mundial de Moscú 2013 obtuvo la medalla de bronce.

## Mejores marcas
| Evento                     | Tiempo (m:s) | Lugar            | Fecha               |
| -------------------------- | ------------ | ---------------- | ------------------- |
| 5000 metros                | 15:59.74     | Lieja, Bélgica   | 25 de julio de 2007 |
| 2000 metros con obstáculos | 6:33.49      | Benidorm, España | 14 de abril de 2007 |
| 3000 metros con obstáculos | 9:09.00      | Oslo, Noruega    | 7 de junio de 2012  |

- Toda la información tomada del perfil de IAAF.